# 陆氏 (纪国先妃)
纪国先妃陆氏（631年—665年8月12日），中国唐朝唐太宗李世民第十子紀王李慎的王妃。使持节洛州诸军事、洛州刺史、上柱国、定陵怀公陆融曾孙女，益州大都督府长史、太子右庶子陆立素孙女，尚书库部、兵部郎中陆爽之女，其先是代北鲜卑部落大人步六孤氏，北魏孝文帝迁都洛阳后，改为汉姓陆氏。贞观十六年（643年），13岁的陆氏嫁给紀王李慎，贞观十七年，被册命为纪王妃。生东平郡王李续等六男、江陵县主等八女。唐高宗麟德二年六月廿六日，薨於泽州之馆舍，年三十五。

## 纪国先妃陆氏碑
唐高宗乾封元年十二月九日（667年1月8日）立，原存于陕西醴泉县烟霞乡西二村西北约100米处纪国先妃陆氏墓前，1975年移入昭陵博物馆。碑身首高3.18米，下宽1.02米，厚34厘米。碑额篆书，题“大唐纪国故先妃陆氏之碑铭”十二字。碑文正书，共38行，满行73字。上截部分磨泐殆尽。《全唐文》有著录。

　　盖闻（阙二十四字）观少女之回风；睿启灵泉，睹常仪之浴月。蓄淳精於洛浦，则仙媛呈姿；浮淑气於巫台，则神妃降彩。识昭天祚，乘马辟桑。珪（阙二十六字）之蘋蘩，〇基中馈。灵液手歇，固韫异於遐年；神道会昌，复摛英於圣代。妃讳（空白），字（空白），河南洛阳人也。自大电流枢，有（阙二十八字）轩〇之始，锡命於中阳。国与地分，人随代起。晋人失御，钟鼎坠於金陵；魏氏乘期，衣冠迁於鼎邑。天保未定，闳散为疏（阙二十五字）兵部，使持节洛州诸军事、洛州刺史、上柱国、定陵怀公。惟岳降神，自天生德，受黄书而筮仕，杖青萍而应务。汉开八校，金钺总（阙三十一字）於书社。祖立素，益州大都督府长史、太子右庶子。材膺半古，道亚邻几，更生九流之艺，惠施五车之学。缉容（阙二十三字）多荣秩。〇〇井〇，寔允官贤之寄；护驾铜闱，深谐正人之举。父爽，尚书库部、兵部二曹郎中。浑金在器，华璋表质。齐臣守境，非照乘（阙二十一字）伏奏丹墀，〇动〇楹之眷；含香粉署，旋承覆被之荣。东道未申，西崦骤落，妃因精月媛擢，秀川娥体，柔顺以宅躬资，闲婉而居性德。行高（阙二十二字）崇令范。佩〇候晓，事亲之道逾恭；执燧垂宵，端己之情弥厉。父母由是特所宠异，常称之曰：「此女年虽幼小，至於女则、妇道、母仪三者，（阙二十字）函秘〇，〇〇既究精微；石室藏书，一览便探奥赜。察姜妊之往行，雅叶贞心；想樊卫之馀风，悬符夙志。女图斯鉴，耻饰於铅华；姆教可遵，欣〇于（阙十八字）河州之杼。神聪颖彻，敏艺该通。纵八体於银钩，垂六文於绣篆。〇〇玉霰，先裁柳絮之词；岁启铜浑，独缀椒花之颂。然以神虬沐雨，良非跃（阙二十五字）宸。紫泥降合姓之恩，玄〇致问名之礼。年十有三，出归於纪国。曰惟大王，高祖神尧皇帝之孙，（阙十四字）上〇帝子之星；八〇分区，下应天孙之岳。绿车命秩，盛德光於建侯；璜玉疏封，鸿勋表於维翰。贞观十七年，有诏册命为纪王妃。礼（阙十七字）妻〇和鸣之兆。三星始照，符结蜕之嘉期；一月初开，合升笄之令节。锵八銮於桂邸，声振归韩；驱百两於香街，礼均迎渭。来朝（阙七字）入行庭〇〇〇〇〇。〇心〇上，〇诚〇下。刚柔式序，无〇〇地之仪；尊卑有常，克尽移天之敬。暨隼旂出牧，翟羽随轩，几驭韩城之〇，瀳抚汉地之国。耕夫执耜，瞻杏路以〇〇；〇〇〇机，〇桑郊而〇〇。〇〇兴〇，〇〇〇〇。虽被大王之风，亦乃先妃之〇。〇以微幕酒醴，供洁枣修，怡颜候色，朝夕无怠，此妃之孝德一也。沃盥馈食，备服紘綎，代终无成，理内从教，此妃之顺德二也。粉泽图史，尊敬师傅，毁誉靡涉於言，喜愠不形於色，此妃之淑德三也。闲邪去伪，避嫌远引，匪车迎而未从，无符召而弗至，此妃之正德四也。食无重味，衣绝轻鲜，袭澣服之〇〇，〇〇〇之〇〇，此妃之俭德五也。鸤鸠均养，蓼莪深恩，始鞠之於乳哺，终免之於襁褓，此妃之慈德六也。持盈守道，蕴智韬光，悟托贤之去祸，知凌人之及难，此妃之明德七也。以斯七德，〇〇〇〇，〇〇较〇。〇或联芳彤管，畴贤罕能；齐躅名驰楚甸，道迈梁藩。举族挹其徽音，〇壶倾其懿范。皇姑降念，方爱子而为一；睿後流恩，〇密亲而莫二。既而祥通陨燕，庆动〇〇，〇玉树之充庭，〇金兰之照室。妃所生东平郡王续等六男、江陵县主等八女，绵绅在岁，咸承教衽之慈；髫发登辰，俱禀断机之训。是使贞姿夙茂，辉光日新，令德彰於远迩，休声显於家邦。〇〇〇〇，播乔梓之芬芳；膏壤分圻，煜棠棣之芳萼。实谓浮觞九献，永保长筵之欢；积粟万锺，方庆〇堂之寿。而福谦愆应，遘疾弥留。金液〇疴，去三山而海绝；玉横延岁，瞻五城而地远。风〇不〇，遂轸夷吾之〇；〇隙易流，俄啜仲由之泣。以麟德二年六月廿六日，薨於泽州之馆舍，春秋卅有五。其日即考之讳辰。妃久婴沉疾，属斯增慕，情不胜哀，因而陨绝。（阙十一字）之〇；帷扆愴悽，空盈襚衣之念。叹嗟行路，哀感缙绅。纪国太妃，时在洛下。初闻凶讣，颇极哀痛之情；旋遣悼书，备竭辛酸之旨。自非德行昭著，操履坚贞，何以见重若此，始终不易者也。先妃神情明敏，天性纯诚。属纩之际，先勖供伺〇家；易箦之初，特令善念慈母。送终之礼，纔使具於楸衣；居丧之制，不许越於苫寝。追往慎终，咸从遗命。有诏遣使持节吊祭，赙绢布五百段、米粟三百石，陪葬於昭陵。丧葬所须，随由官给。又令京官五品监护。灵榇还京，又遣司卫少卿杨知正监护，仪仗送至墓所往还。粤以乾封元年景寅十二月壬辰朔九日庚子，葬於陵南二十三里。惟妃太阴之灵，仙兑之英，乘绛河以秀出，体黄坤而挺生。履道循规，〇〇〇粹。〇犀学圃，习诗书以立身；砺蜃情田，树〇〇〇〇〇。〇〇〇始，〇〇〇〇华；〇颂七篇，深穷於旨趣。荣辱一致，偏崇柱下之言；得丧两忘，殊好给园之说。由是动无悔吝，居靡忧虞，严以训家，敬以直内。至於四时享宴，三朝起居，或称〇〇〇〇，〇〇言〇〇〇。〇〇〇〇，〇〇涂山之歌；悦彩摛词，雅会娥台之曲。声参夏籥，韵入虞韶，金石由其克谐，人祇以之有悦。故得教孚绵宇，德冠前修，云籀奋其英蕤，河纬腾其茂烈。而（阙十四字）未中天奄〇。呜呼哀哉！〇〇从綍，礼备於饰终；鸾辂戒徒，荣颁於诏葬。川分清渭，路转黄山，拒毕陌而疏茔，控桥阴而列隧。峰横偃盖，爰标锡胤。（阙十字）之〇。嗣子银青光禄大夫、行司属少卿、东平郡王续等，茹荼婴慕，集蓼缠哀，擗厚地而无追，攀穹苍而罔逮。日月遄谢，愈伤望屺之怀；霜露亟濡，尤切循陔之痛。以为（阙十七字）而可〇。式镌金碣，以树山门。其铭曰：

　　〇〇〇〇，〇〇〇〇。〇〇〇〇，〇〇〇〇。〇〇〇〇，〇〇祚繁。门〇黄阁，路转朱〇。其一

　　锡类有徵，象贤无坠。上庸登铉，〇陵传瑞。大父忠良，储端表器，显考英伟，郎官启位。其二

　　胤绪克昌，贤才挺立。〇〇〇〇，〇〇〇〇。〇〇〇〇，〇〇〇〇。〇〇兼四，行乃专一。其三

　　禀教母仪，宪规师氏。艺殚〇蜕，学该图史。拥燧贻则，佩镌成轨。洁盛羞蘋，陈甘荐祉。其四

　　誉洽彤扆，恩延绿绨。施〇〇〇，〇〇〇〇。〇〇〇〇，〇〇〇〇。〇〇〇〇，〇〇〇〇。其五

　　五潢垂耀，十枝分景。翦桐开国，疏茅树屏。驷马爰驾，龙祈载整。叶蔼书丹，功崇镂鼎。其六

　　合酭贞吉，谐琴作配。方咸娶女，比兑归妹。〇〇〇〇，〇〇〇〇。〇〇〇〇，〇〇〇〇。其七

　　〇〇〇〇，〇〇遄征。翊化千里，宣条万城。曹园月朗，楚观风清，春椒献颂，秋菊裁铭。其八

　　永言孝思，因心则友。训子折葼，承姑奉帚。匪义恩洽，吹薪德〇。〇〇〇〇，〇〇〇〇。其九

　　〇〇〇〇，〇〇〇〇。〇〇〇〇，〇〇贞烈。谓神祐仁，先丧明哲。悲逾辍相，悼深捐玦。其十

　　卜迁夏屋，诏葬蛩阴。地乳西距，天维北临。楚挽宵唱，哀笳晓吟。峰高雾〇，〇〇〇〇。其十一

　　〇〇〇〇，〇〇〇〇。〇〇〇〇，〇〇〇〇。〇〇〇〇莫留，叹藏舟之难固。庶贻范於穹壤，敬刊石於泉路。其十二

## 子女

### 子
1. 李续（東平王、和州刺史）
2. 李琮（義陽王、沂州刺史）。娶姑母临川公主女
3. 李叡（楚国公）
4. 李秀（襄郡公、遂州別駕）
5. 李献（广化郡公）
6. 李欽（建平郡公）
7. 李証（嗣紀王、德瀛冀三州刺史、左驍衛将軍）

### 女
1. 江陵县主
2. 東光县主（裴仲将之妻）